# Herrenhaus Achim

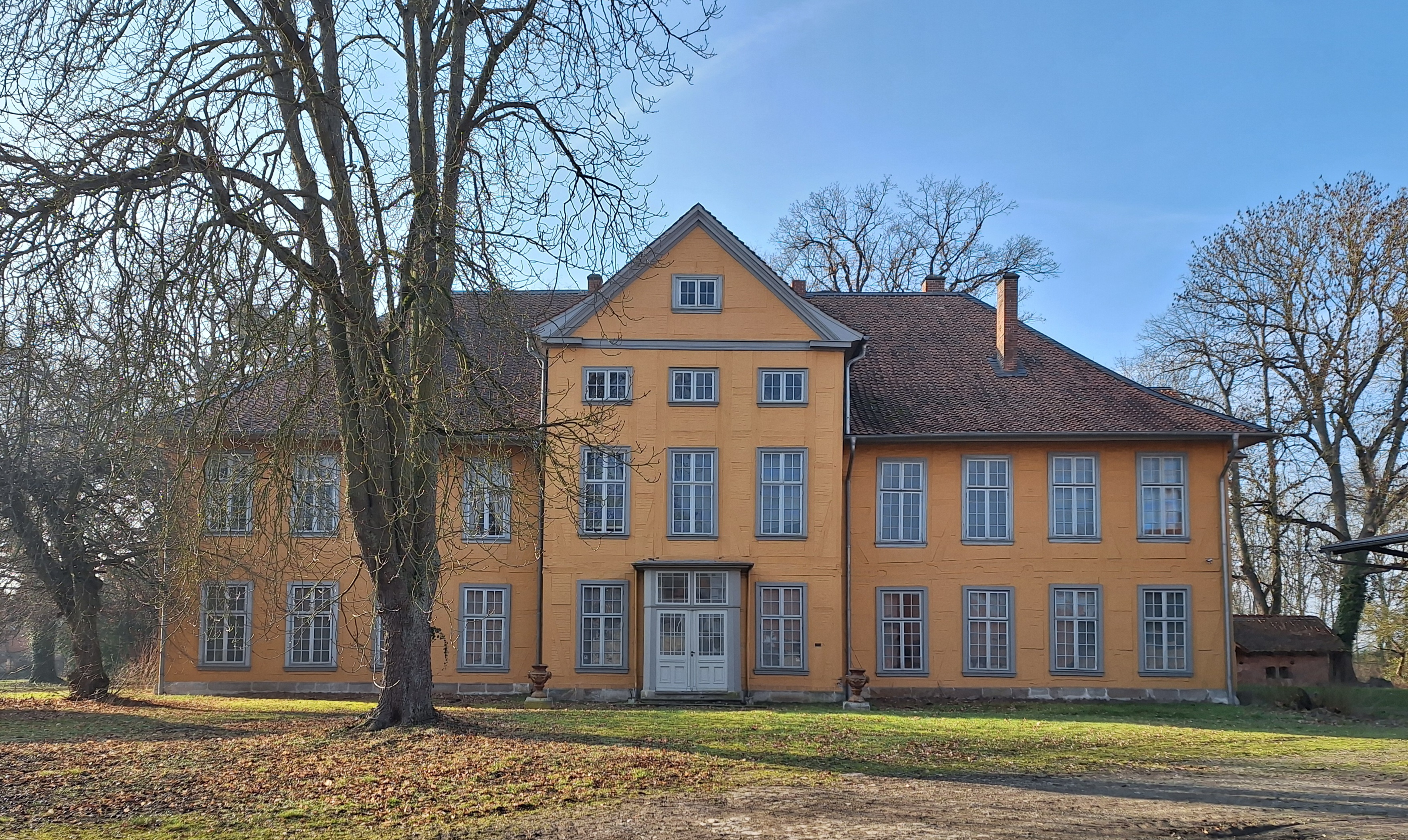
Vorderansicht

Das Herrenhaus Achim ist ein schlossartiges, unter Denkmalschutz stehendes Gutshaus in Achim, einem Ortsteil der Gemeinde Börßum im Landkreis Wolfenbüttel in Niedersachsen.

## Lage
Das Haus steht in der Ortsmitte Achims mit der Adresse Hauptstraße 2 a.

## Gebäude
Das Herrenhaus ist ein zweigeschossiger, flächig behandelter Fachwerkbau mit Walmdach. 

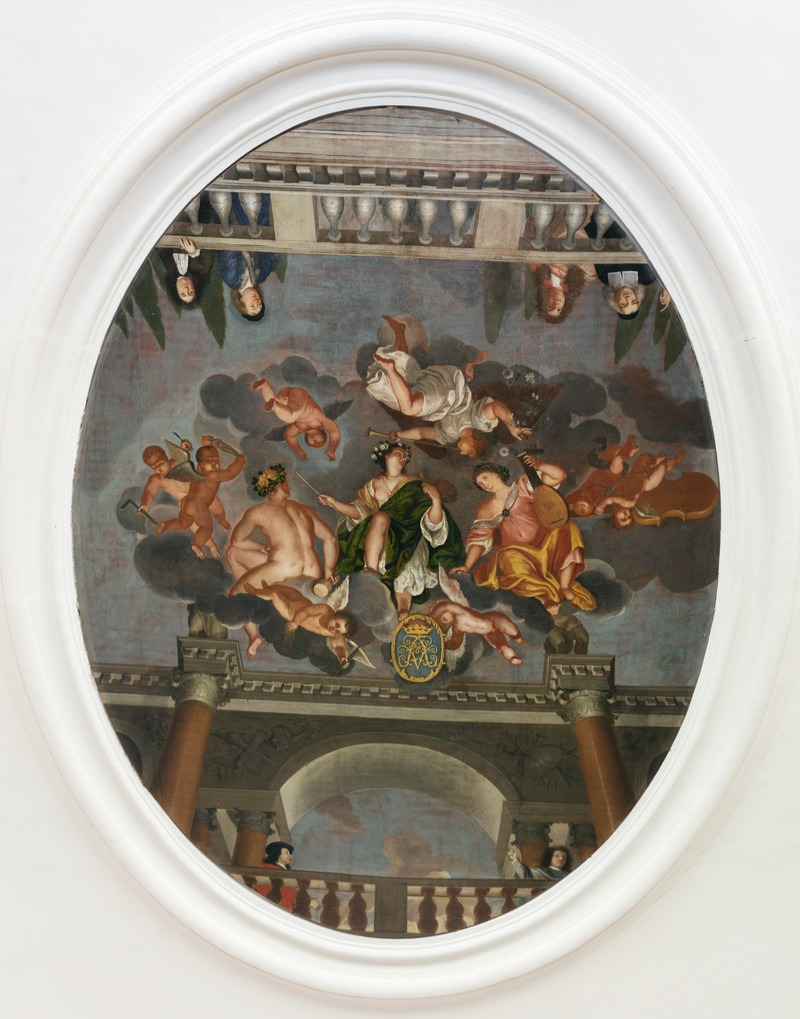
Deckengemälde im Festsaal
Vermutlich sind folgende Personen abgebildet:
• links oben der Erbauer Friedrich von Steinberg
• rechts oben neben einem Geistlichen Herzog Anton Ulrich
• links unten Baumeister Hermann Korb
• rechts unten der Maler Tobias Querfurt selbst

Die Längsseiten des großzügigen Baus umfassen elf Fensterachsen. Das Gebäude bildet zusammen mit den Wirtschaftsgebäuden und Stallungen eine hufeisenförmige Gesamtanlage. Die barocke Anlage gleicht der des Schlosses Salzdahlum.
Vom Vestibül aus führt eine großzügige zweiarmige Treppe über einen Absatz im Gegensinn zum Vorplatz des überhöhten Festsaals, der mit korinthischen Doppelpilastern und kräftigem Gesims gegliedert ist. 
Der Saal im ersten Obergeschoss liegt über dem Vestibül. Dieser hohe Raum nimmt Teile des Obergeschosses ein. Seine Wände sind ebenfalls mit Pilastern bestückt. Zwischen ihnen befinden sich in der oberen Wandhälfte kreisrunde Gemälde (Tondi), die im 19. Jahrhundert ersetzt wurden. 
Ein ovales Deckengemälde (Öl auf Leinwand) im Festsaal ist vermutlich ein Werk des Wolfenbütteler Hofmalers Tobias Querfurt. Im geöffneten Himmel auf Wolken sind zahlreiche Künste dargestellt: die Bildhauerei, die Malerei und die Musik. Sie werden von Schutzengeln umringt. Um diese Allegorie steht eine Gruppe von sechs Personen und schaut von zwei Balustraden auf den Betrachter. Bei diesen Personen soll es sich u. a. um den Bauherrn, dessen Dienstherrn Herzog Anton Ulrich, den Erbauer des Hauses Hermann Korb (zeigt mit der Hand nach unten) und den Künstler (zeigt mit der Hand nach oben zum Gemälde) selbst handeln. Interessanterweise ist das Wappen mit den Initialen des Herzogs auf der Seite der Künstler.

## Geschichte
Das Haus wurde von dem Wolfenbütteler Baumeister Hermann Korb für Friedrich II. von Steinberg (1651–1716), Oberhofmarschall und Inhaber weiterer hoher Ämter am Hofe von Herzog Anton Ulrich, als Fachwerkbau errichtet.
Steinberg war auch der Besitzer und Bauherr von Schloss Brüggen. Der Bau in Achim wurde zur annähernd gleichen Zeit wie das Schloss in Brüggen errichtet. 1694 entstanden die Stallungen, der Bau des Herrenhauses begann wohl ca. 1704/05 und war 1706 abgeschlossen. 1750 wurde die Anlage an die Landesherrschaft verkauft. Nach einem Brand 1791 wurde die Rückfront und insbesondere die Wirtschaftsgebäude erneuert.
Seit 1986 befindet es sich in Privatbesitz und wurde von 2000 bis 2015 saniert.
Im Denkmalatlas Niedersachsen des Landes Niedersachsen ist das Haus unter der Erfassungsnummer 340 79867 als Baudenkmal innerhalb der Domäne Achim (Erfassungsnummer 339 65779.) verzeichnet.